# Нехтій Владислав Володимирович
Владислав Володимирович Нехтій (нар. 19 грудня 1991, Алмати, Казахстан) — український та казахський футболіст, півзахисник.

## Життєпис

### Ранні роки
Починав грати у футбол у Краматорську. Вихованець футбольних шкіл донецьких «Металурга» та «Шахтаря», за яких із 2005 по 2008 рік провів 80 ігор і забив 39 м'ячів у чемпіонаті ДЮФЛ.

### Клубна кар'єра
16 травня 2008 дебютував на професійному рівні за «Шахтар-3», у складі якого в тому році зіграв 18 матчів і забив 2 м'ячі у Другій лізі. У 2010 році знову виступав за «Шахтар-3», у 13 поєдинках за який відзначився 3-ма м'ячами. За основний склад донецького «Шахтаря», у заявці якого перебував до 2013 року, Владислав у результаті не зіграв жодного разу, провівши лише 65 матчів і забивши 12 голів за молодіжну (U-21) команду.
У лютому 2013 року перейшов у казахстанський «Кайрат», із яким підписав контракт на три роки. За «Кайрат» виступав до обопільного розірвання контракту 13 червня 2014 року, провівши за цей час 16 матчів у чемпіонаті, 3 матчі, у яких забив 1 м'яч, у розіграшах Кубку Казахстану і ставши у складі команди двічі бронзовим призером чемпіонату та володарем Кубку Казахстану сезону 2014 року. Крім того, зіграв 13 матчів і забив 14 голів за дублювальний склад клубу.
Потім намагався перейти в «Актобе», але зрештою в липні 2014 року підписав контракт із «Кайсаром», за який потім грав до червня 2015 року, провівши 15 зустрічей, у яких забив 1 м'яч, у чемпіонаті і 2 матчі в Кубку. Цікаво, що свій єдиний за «Кайсар» і взагалі в чемпіонатах Казахстану гол Нехтій забив у ворота свого колишнього клубу «Кайрата». Крім цього, зіграв 1 матч та забив 1 м'яч за дублювальний склад команди.
Наприкінці липня 2015 року підписав контракт із краматорським «Авангардом», який щойно повернувся до виступів у Першій лізі України, у заявку якого був уключений 14 серпня, а вже 15 серпня дебютував за нову команду в домашньому поєдинку проти клубу «Оболонь-Бровар», вийшовши на заміну замість Дмитра Швеця на 25-й хвилині матчу. 26 серпня забив перший гол за «Авангард» на 68-й хвилині виїзної зустрічі проти «Динамо-2». Усього за краматорський клуб провів 26 матчів (забив 6 м'ячів) у першості й 1 поєдинок у Кубку України.
6 липня 2016 року став гравцем маріупольського «Іллічівця», але вже взимку 2016/17 залишив команду.
У 2017 році перейшов до ФК «Полтава», за який у Першій лізі провів 13 матчів та забив 3 м'ячі.
У 2017—2019 роках був гравцем ковалівського «Колоса», в складі якого зіграв 72 матчі та забив 4 м'ячі.
У 2020 році перейшов до «Авангард» з Краматорська.
У серпні 2020 року перейшов до новоствореного ФК «Метал», який у червні наступного року було перейменовано на «Металіст».

### Кар'єра у збірній
У 2009 році виступав за юнацькі збірні України U-18 (2 матчі) та U-19 (5 матчів).

## Досягнення
- Прем'єр-ліга
  -  Бронзовий призер (2): 2013, 2014

- Кубок Казахстану
  -  Володар: 2014

## Статистика виступів
Станом на 26 листопада 2016 року
| Клуб                     | Ліга         | Сезон   | Чемпіонат | Чемпіонат | Кубок | Кубок | Дубль | Дубль |
| Клуб                     | Ліга         | Сезон   | Ігри      | Голи      | Ігри  | Голи  | Ігри  | Голи  |
| ------------------------ | ------------ | ------- | --------- | --------- | ----- | ----- | ----- | ----- |
| Шахтар-3                 | Друга ліга   | 2007/08 | 2         | 0         |       |       |       |       |
| Шахтар-3                 | Друга ліга   | 2008/09 | 16        | 2         |       |       |       |       |
| Шахтар (Донецьк)         | Прем'єр-ліга | 2008/09 |           |           |       |       | 8     | 1     |
| Шахтар (Донецьк)         | Прем'єр-ліга | 2009/10 |           |           |       |       | 21    | 5     |
| Шахтар-3                 | Друга ліга   | 2010/11 | 13        | 3         |       |       |       |       |
| Шахтар (Донецьк)         | Прем'єр-ліга | 2010/11 |           |           |       |       | 10    | 0     |
| Шахтар (Донецьк)         | Прем'єр-ліга | 2011/12 |           |           |       |       | 14    | 5     |
| Шахтар (Донецьк)         | Прем'єр-ліга | 2012/13 |           |           |       |       | 12    | 1     |
| Кайрат                   | Прем'єр-ліга | 2013    | 11        | 0         | 1     | 0     | 13    | 14    |
| Кайрат                   | Прем'єр-ліга | 2014    | 5         | 0         | 2     | 1     |       |       |
| Кайсар                   | Прем'єр-ліга | 2014    | 5         | 1         |       |       | 1     | 1     |
| Кайсар                   | Прем'єр-ліга | 2015    | 10        | 0         | 2     | 0     |       |       |
| «Авангард» (Краматорськ) | Перша ліга   | 2015/16 | 26        | 6         | 1     | 0     |       |       |
| Іллічівець               | Перша ліга   | 2016/17 | 10        | 0         | 2     | 1     |       |       |

## Особисте життя
Батько — Володимир Нехтій — радянський футболіст.
Крім українського, має також казахське громадянство.